# Jacob Stickelberger
Jacob Stickelberger (* 11. November 1940; † 21. Dezember 2022) war ein Berner Liedermacher und Rechtsanwalt.

## Leben

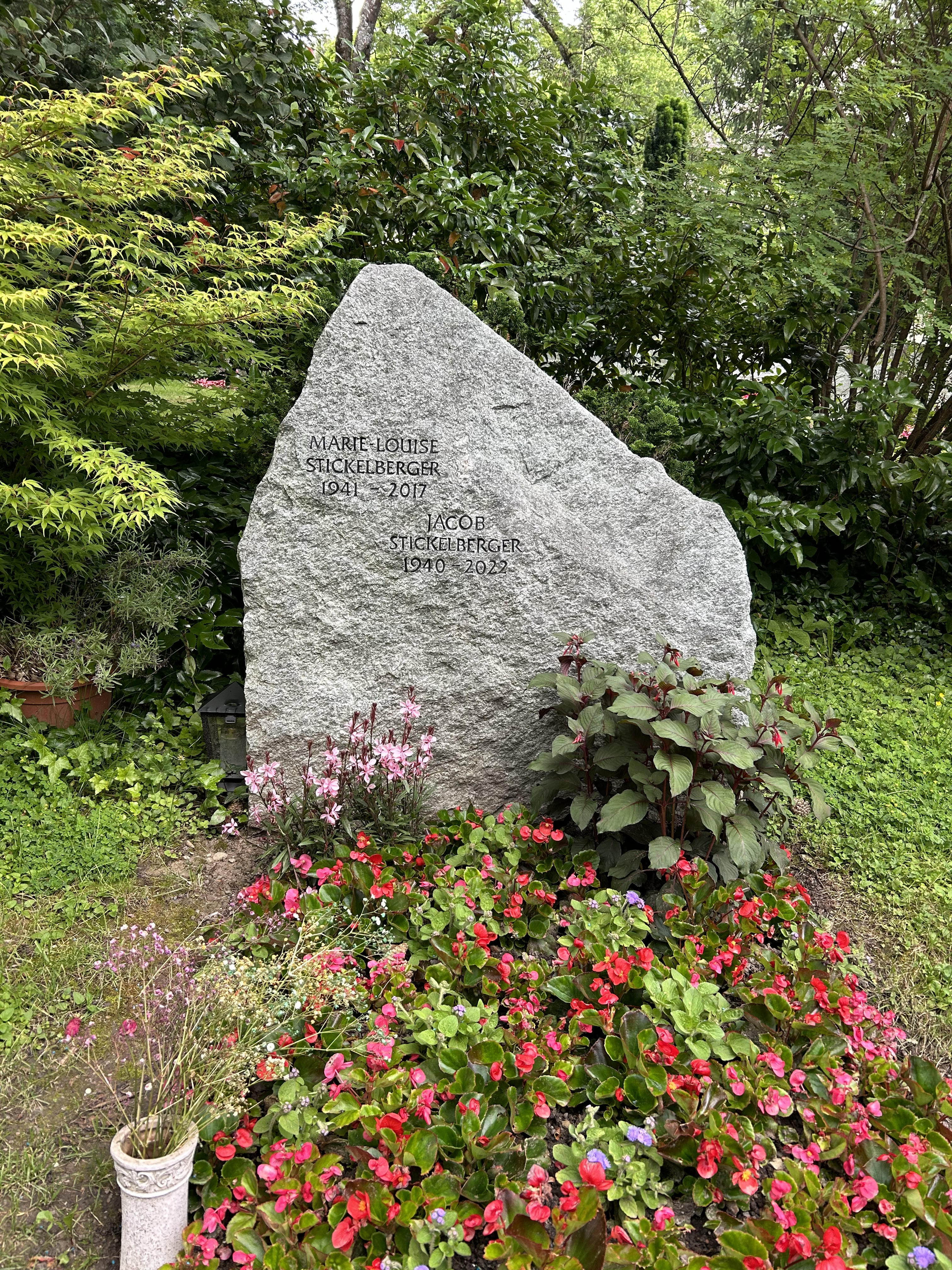
Grab von Marie-Louise und Jacob Stickelberger auf dem Friedhof Zollikon

Als Anwalt vertrat Jacob Stickelberger 1979 das Trio Eugster, das gerichtlich gegen das Lied Unterhaltigsbrunz (auf der LP Mängisch fägts no) von Tinu Heiniger vorging. 1989 übernahm er die Verteidigung von Reto B., der am 17. August 1989 die 21-jährige Elisabeth Duie in Zürich Altstetten vergewaltigt und umgebracht hatte. Sein wohl bekanntestes Mandat aber war verbunden mit der Affäre um die erste Schweizer Bundesrätin, Elisabeth Kopp. Er verteidigte deren Ehemann, den Wirtschaftsanwalt Hans W. Kopp – damals als Vizepräsident im Verwaltungsrat einer der Geldwäscherei angeklagten Gold- und Devisenhandelsfirma tätig –, der 1988 in Medienberichten als Steuerbetrüger und Mafioso dargestellt wurde.
Als Liedermacher gehörte er von 1966 bis 1970 den Berner Troubadours an, die zu der Zeit im Galerietheater Die Rampe in Bern auftraten. 1970 und 1971 trat Stickelberger einige Male gemeinsam mit Mani Matter (hauptberuflich ebenfalls Jurist) auf. Nach Matters Tod 1972 führten Stickelberger und Fritz Widmer von 1973 bis 1974 ein Programm mit einer gemeinsam mit Mani Matter verfassten Kriminalgeschichte und eigenen Chansons auf. Im Januar 1976 war Stickelberger wieder mit den Berner Troubadours unterwegs, im Herbst 1977 wieder mit Fritz Widmer und einem Programm mit den letzten, bisher unveröffentlichten Mani Matter-Chansons. In den 1980er Jahren trat Jacob Stickelberger gelegentlich solo auf. Zwischen 1985 und 2000 kamen, wie er selbst sagt, wegen seines Hauptberufes die Chansons und die Auftritte zu kurz. «Das hat sich seither gebessert.» 1995 machte er beim Jubiläumskonzert 30 Jahre Berner Troubadours ebenso wie 2005 40 Jahre Berner Troubadours im Stadttheater Bern mit. Beide Konzerte wurden live aufgezeichnet und sind als CD erhältlich. 2018 gab er sein letztes Konzert.
Stickelberger war mit der Journalistin Marie-Louise Stickelberger (1941–2017) verheiratet. Er wohnte in Zollikon bei Zürich.

## Werke

### Bibliografie
- Schwarzi Chatz. Chansons. Benziger, Zürich 1974, ISBN 3-545-36231-0.
- Gipfelkonferänz. Monatslieder (mit Charles Lewinsky). Nagel & Kimche, Zürich 2007, ISBN 978-3-312-00394-5.
- Meine Chansons. 50 Liedertexte mit Noten und Akkorden. Gold Records, Horgen 2010
- Der Gerichtshof-Narr. Ein sehr unwissenschaftlicher Beitrag. In: Hans Baumgartner, René Schumacher (Hrsg.): Recht, Macht und Gesellschaft. Justiz und Politik. Rio, Zürich 1995, ISBN 3-907768-12-4, S. 21–31.
- Mein fast grosser Grossvater. Roman. Zytglogge Verlag, Basel 2018, ISBN 978-3-7296-0995-2.

### Diskografie

#### Eigenständige Veröffentlichungen
- Musikalisches Tierbuech. MC. Trio Eugster AG, Dübendorf
- I la mi gah. LP. Gold Records, Horgen
- Pfarrerin im Münster. LP. Gold Records, Horgen
- Portrait. LP. Gold Records, Horgen 1986 (CD: 1988)
- Pippi und d’Seeräuber (Pippi Langstrumpf, Vol. 4). CD/MC, Chinderwält, 2002, ISBN 3-03718-008-0.
- Ds schönschte Lied. CD. Gold Records, Horgen 2005
- Meine Chansons. 2 CDs. Gold Records, Horgen 2010

#### Mit den Berner Troubadours
- Berner Troubadours – Live. LP mit Chansons von allen sechs Troubadours. Zytglogge, Gümligen 1971 (CD: zyt 4016)
- Das Konzert. 2 LPs (bzw. CDs) mit Live-Aufnahme ihres Jubiläumsprogramms vom 27. November 1985 im Stadttheater Bern. Zytglogge, Gümligen 1986 (CD: zyt 4052)
- 30 Jahre – Altes, Älteres, Neueres und Neues. 2 CDs mit Live-Aufnahme vom 19. November 1995 aus dem Stadttheater Bern. Zytglogge (zyt 4076), Gümligen 1996
- 40 Jahre Berner Troubadours. CD mit Liveaufnahmen aus dem Stadttheater Bern vom 13. Februar und 20. März 2005. Zytglogge (zyt 4095), Oberhofen 2005

#### Mit Fritz Widmer
- Kriminalgschicht. Aufnahme vom 26. Oktober 1973. LP, Zytglogge, Gümligen 1973 (als CD: 1990)
- Dr Kolumbus. Mani Matter gesungen von Jacob Stickelberger und Fritz Widmer. LP, Zytglogge (zyt 35), Gümligen 1977 (als CD: 1990)
- Abraham & Co. LP, Zytglogge (zyt 23), Gümligen 1979

#### Mit Charles Lewinsky
- Gipfelkonferänz. Monatslieder. Live-Aufnahme aus dem Landhus Franke, Aarburg. Gold Records, Horgen 2010